# Mémoire exosomatique
La mémoire exosomatique est l'enregistrement de souvenirs en dehors du cerveau. Les premières formes de comportement symbolique (en) - griffures symboliques sur os - semblent être des marques de mémoire exosomatique. Toutefois, c'est l'invention de l'écriture qui a permis aux souvenirs complexes d'être enregistrés.
Un sens plus étroit de la mémoire exosomatique est un système d'information qui assure l'interface directement avec le cerveau et fonctionne comme une extension de la mémoire de l'utilisateur. Ces systèmes ont été utilisés comme dispositif narratif dans de nombreuses histoires de science-fiction, en particulier dans le genre cyberpunk. Plus récemment, comme les connaissances scientifiques de la neurologie s'améliorent, certains comme l'informaticien Gregory B. Newby suggèrent qu'un tel dispositif est possible.

## Source de la traduction
- (en) Cet article est partiellement ou en totalité issu de l’article de Wikipédia en anglais intitulé « Exosomatic memory » (voir la liste des auteurs).